# Rooms-Katholieke Begraafplaats Gouda
De Rooms-Katholieke Begraafplaats Gouda is een begraafplaats aan de Graaf Florisweg in de Nederlandse stad Gouda.>
Na de aankoop in 1888 van een weiland aan de Graaf Florisweg door de rooms-katholieke parochies Onze Lieve Vrouwe Hemelvaart en Sint Joseph, besloot Monseigneur Malingré tot de stichting van een begraafplaats met bijbehorende kapel en een doodgraverswoning op deze plek.
De begraafplaats heeft een breed middenpad waarop halverwege op een verhoging een kapel staat. Deze kapel is een rijksmonument in neoromaanse bouwstijl uit 1890 en is evenals de woning op het terrein, ontworpen door architect Dessing. De kapel is kruisvormig met een hoektoren en uitgevoerd in grauwe baksteen met elementen in rode baksteen. De voorgevel heeft enkele boogvormen en een spits dak. De gebrandschilderde ramen van kunstenaar Alex Asperslagh zijn er in 1930 in geplaatst.
Rondom deze kapel liggen enkele geestelijken begraven. Er bevinden zich hier ook gemeenschappelijke graven van de Kleine Zusters van de Heilige Joseph, de Zusters Franciscanessen van Oudenbosch en oorlogsgraven van Abraham de Korte en Johannes Antonius Snoeij (Snoey).
Rechts naast de ingang staat een columbarium en bevinden zich ook de kindergraven. Aan de muur zijn twee plaquettes bevestigd, een ter nagedachtenis aan alle overleden kinderen en een tweede voor de Belgische vluchtelingen die tijdens de Eerste Wereldoorlog in Gouda zijn overleden.
Opvallend is dat er een huizenblok direct naast de begraafplaats is geplaatst.

## Afbeeldingen

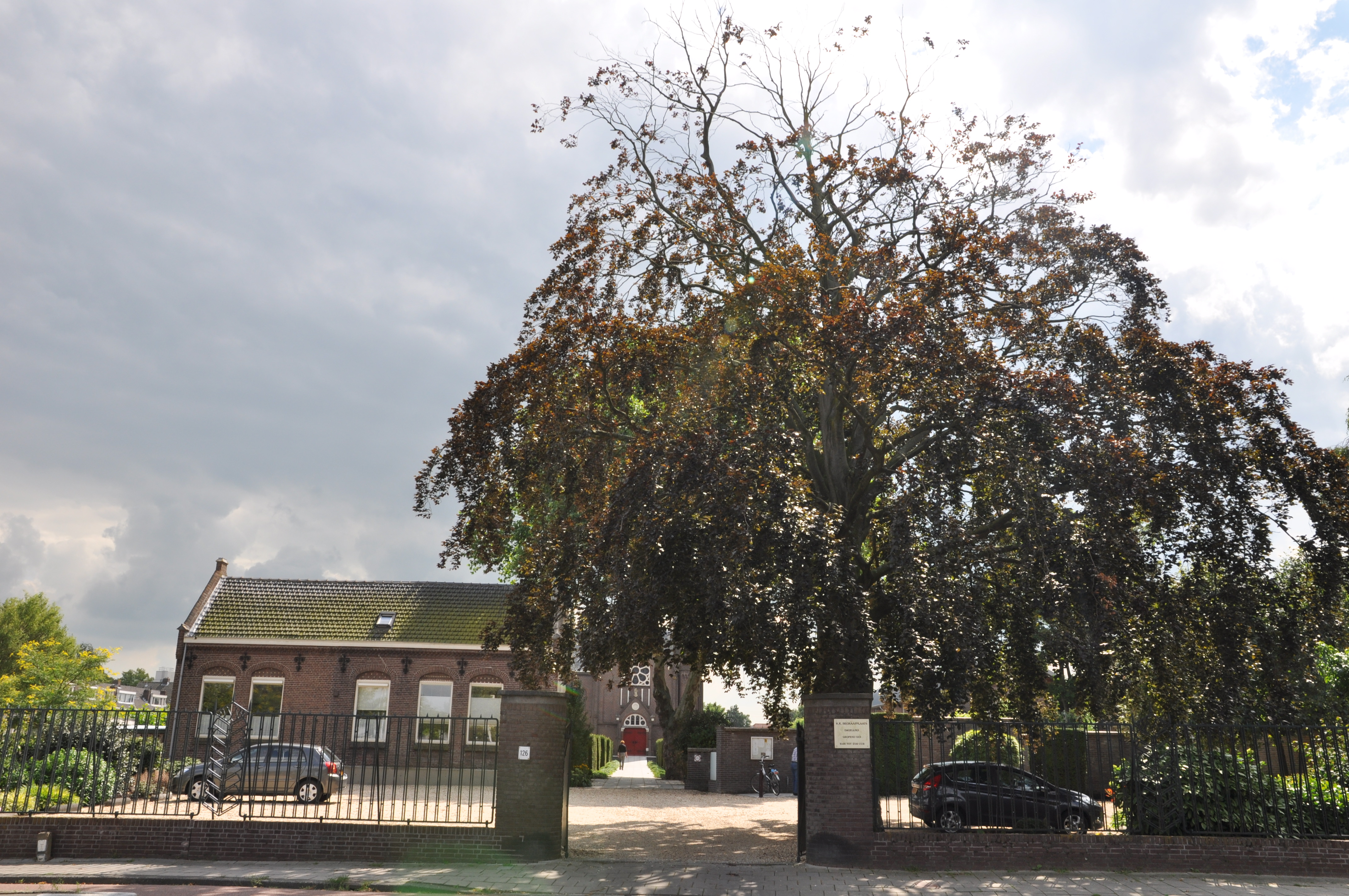
Toegangshek
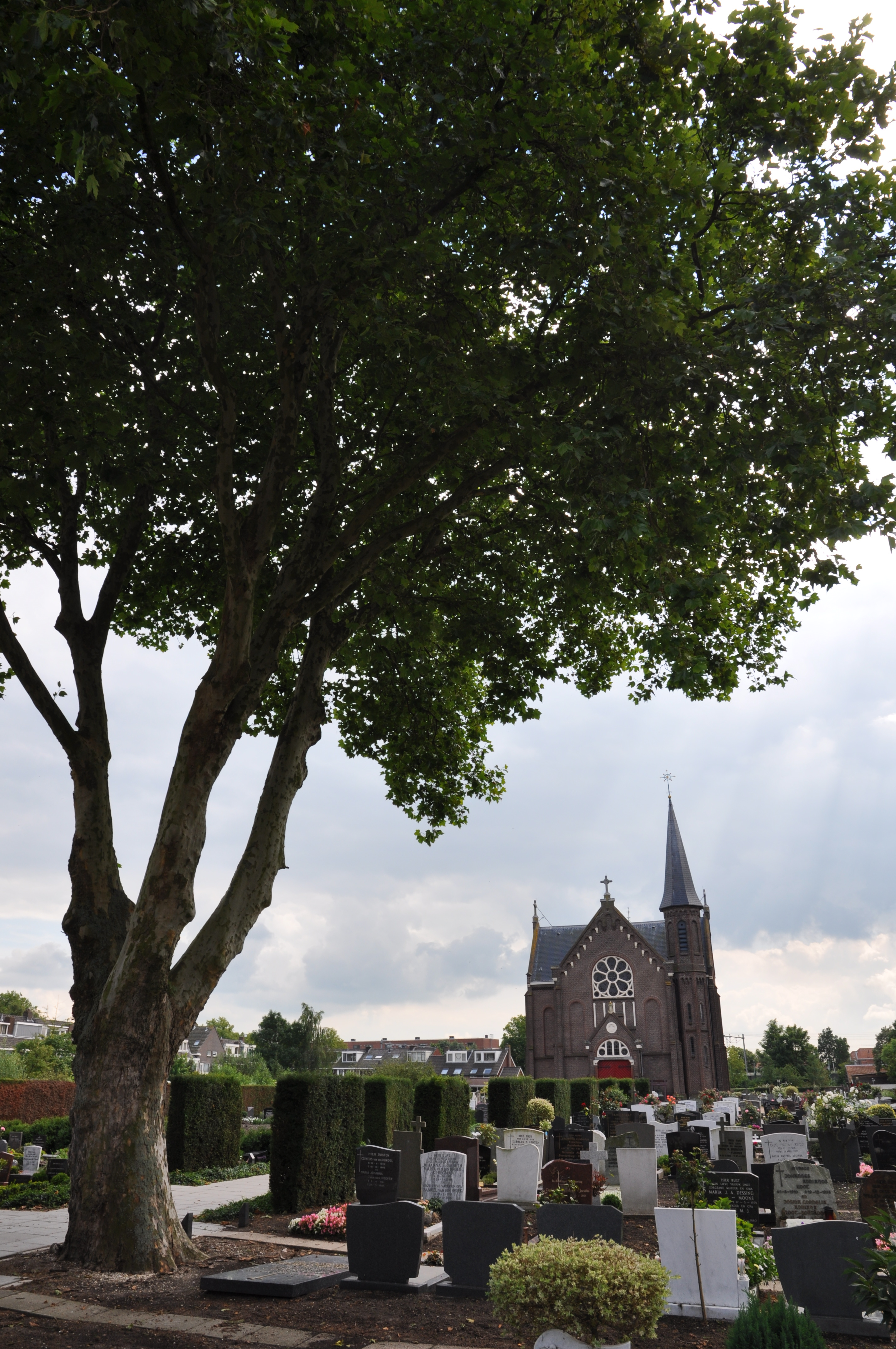
De begraafplaats met kapel
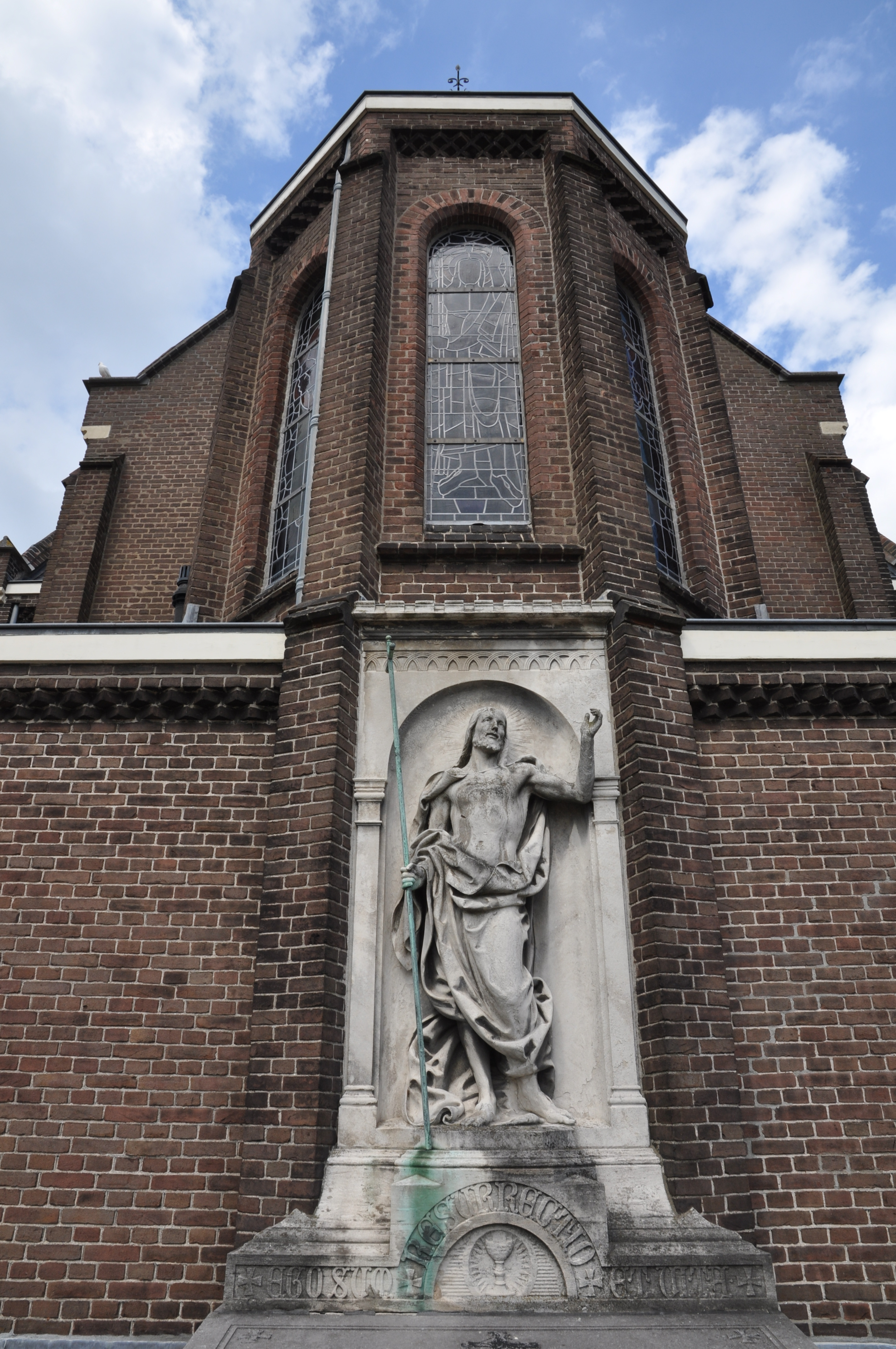
Achterzijde van de kapel
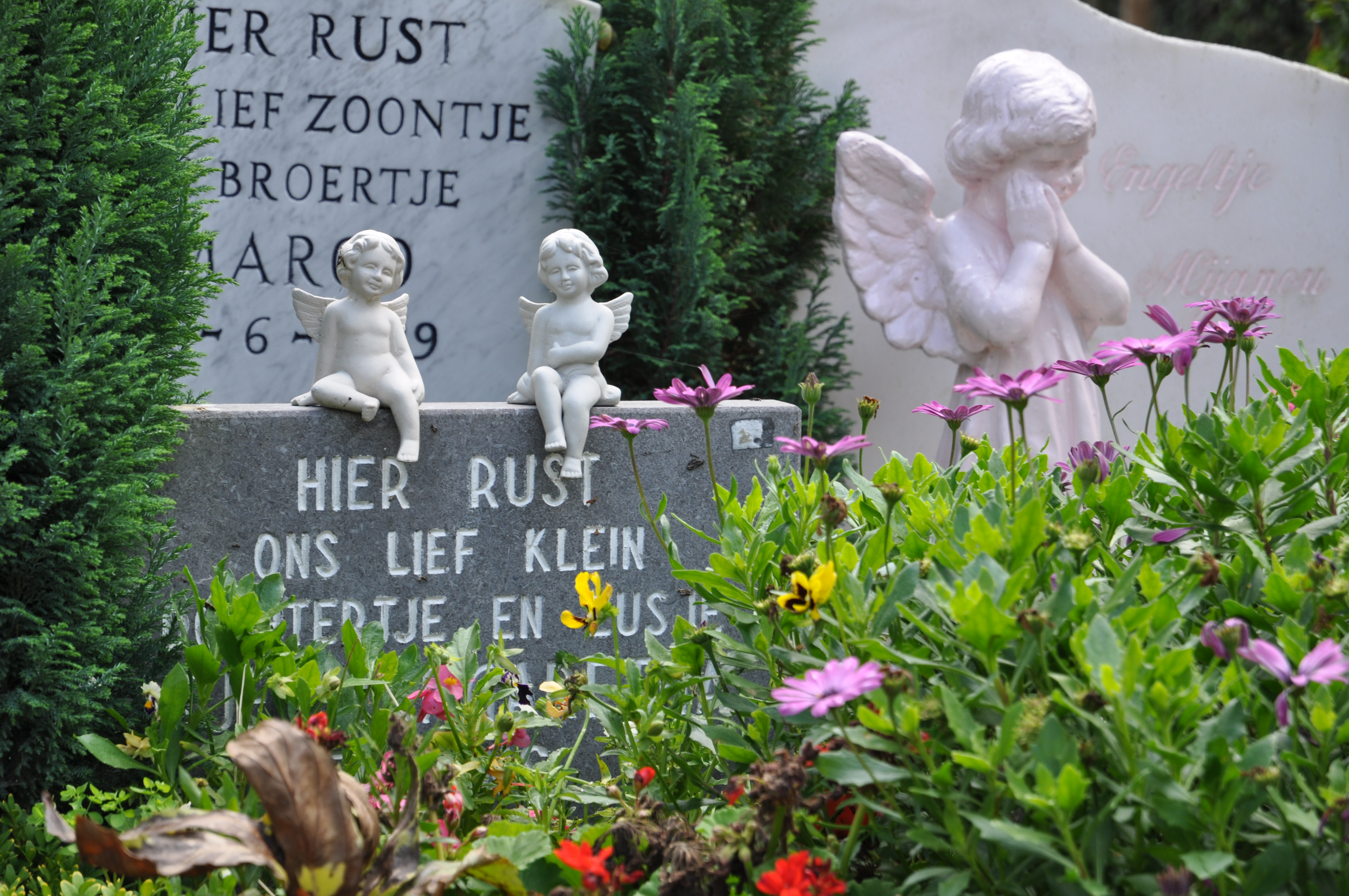
Kindergraven
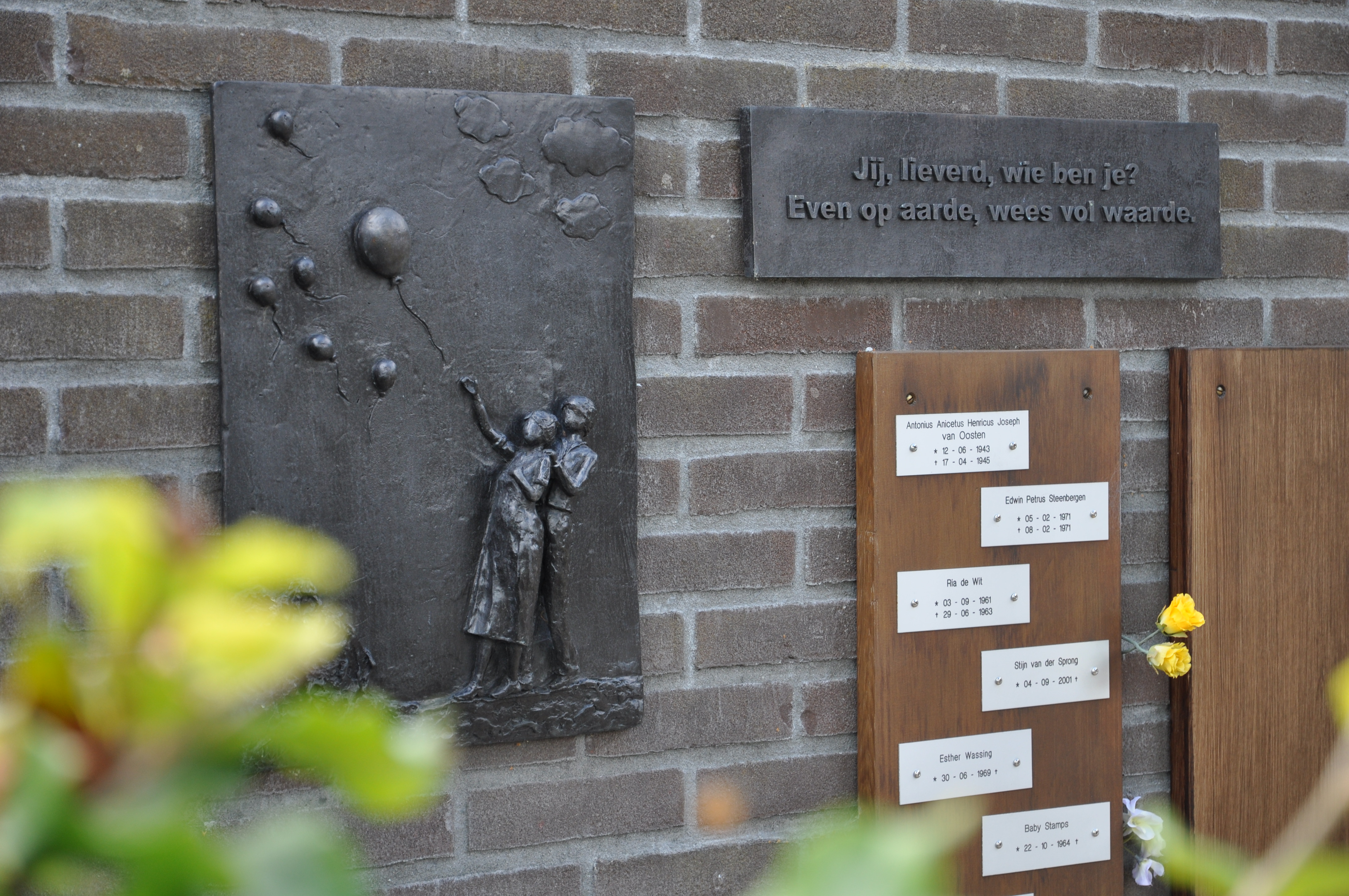
Plaquette
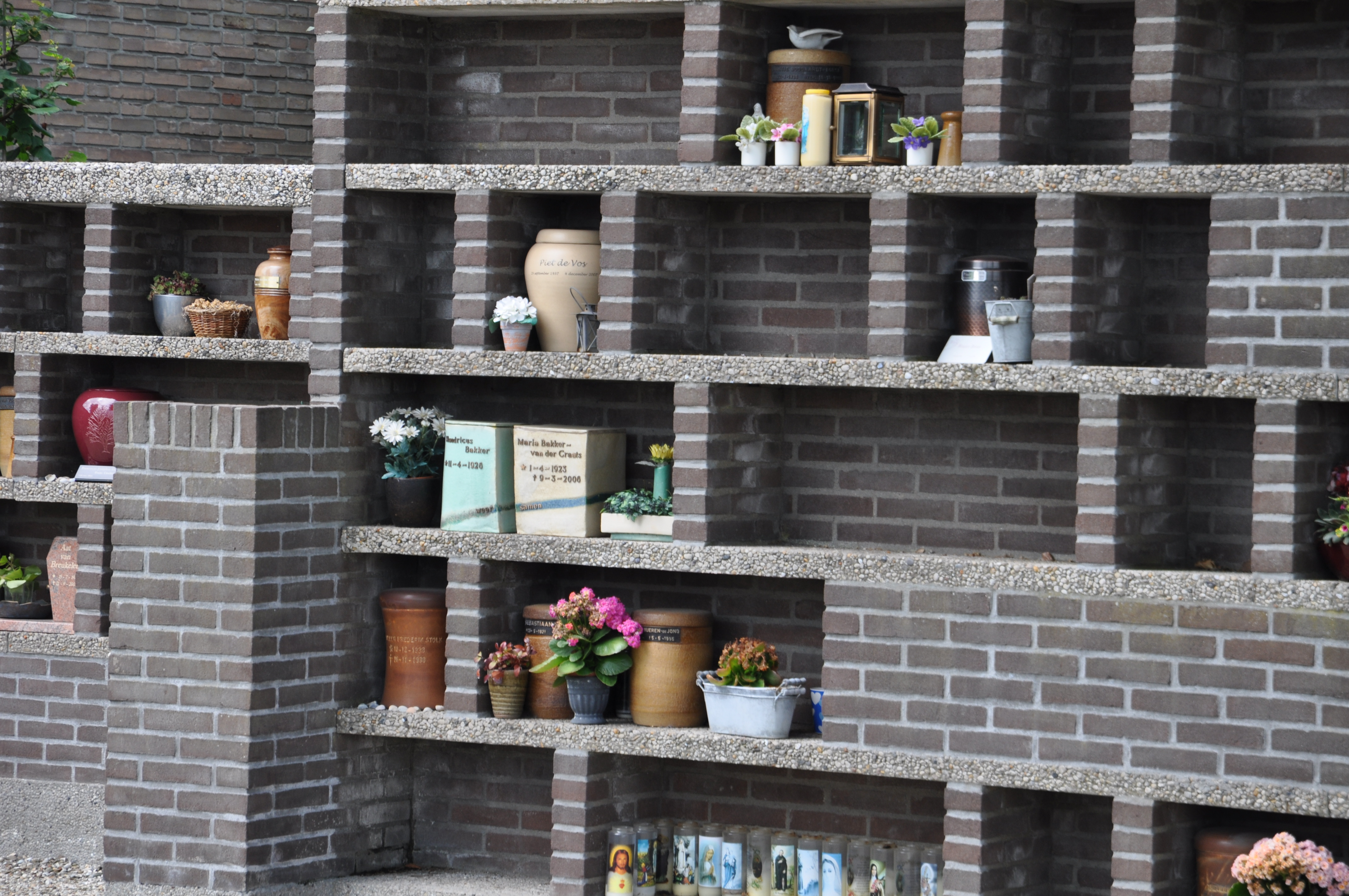
Urnenmuur
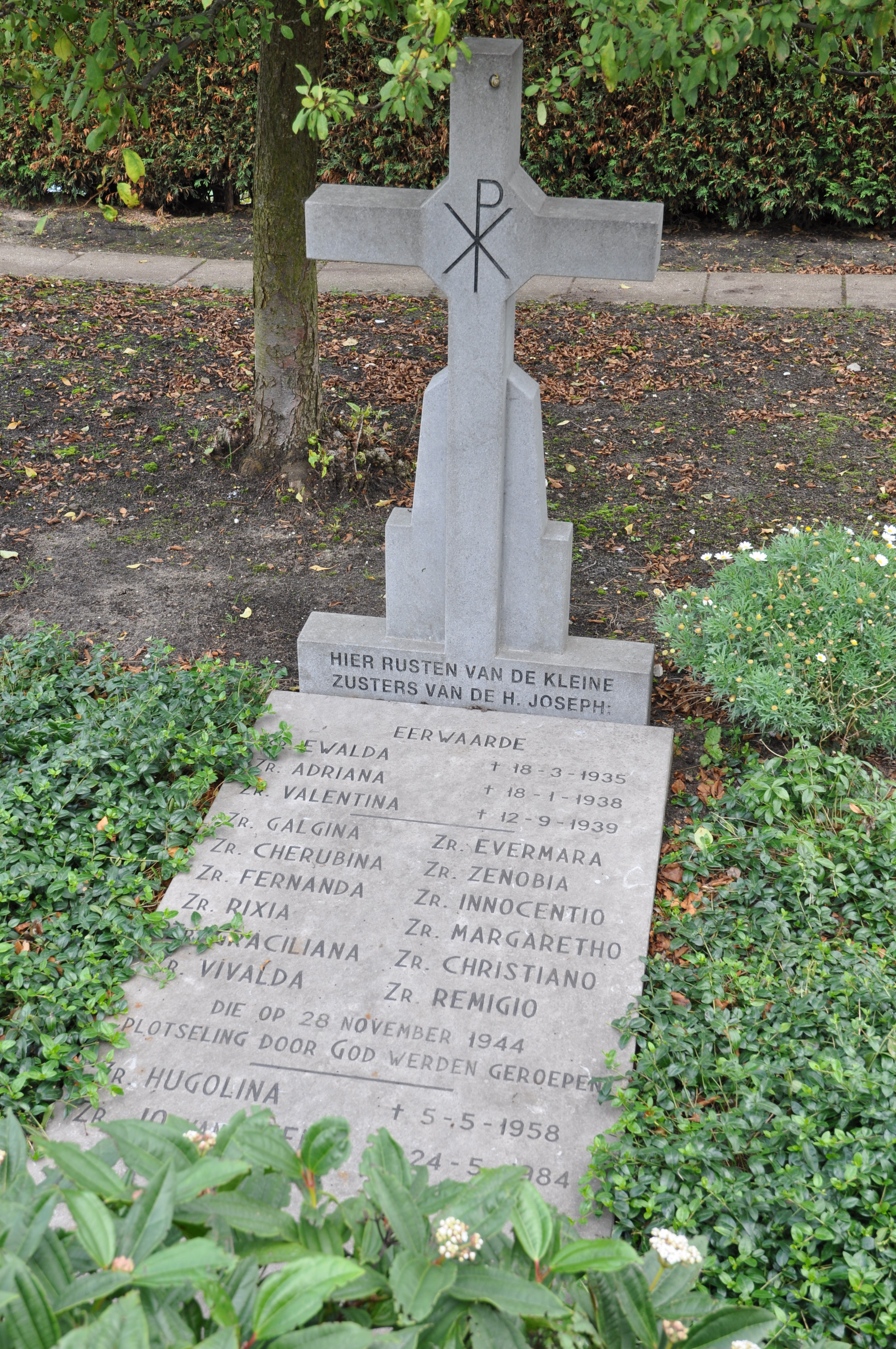
Graf van de Kleine Zusters van de Heilige Joseph
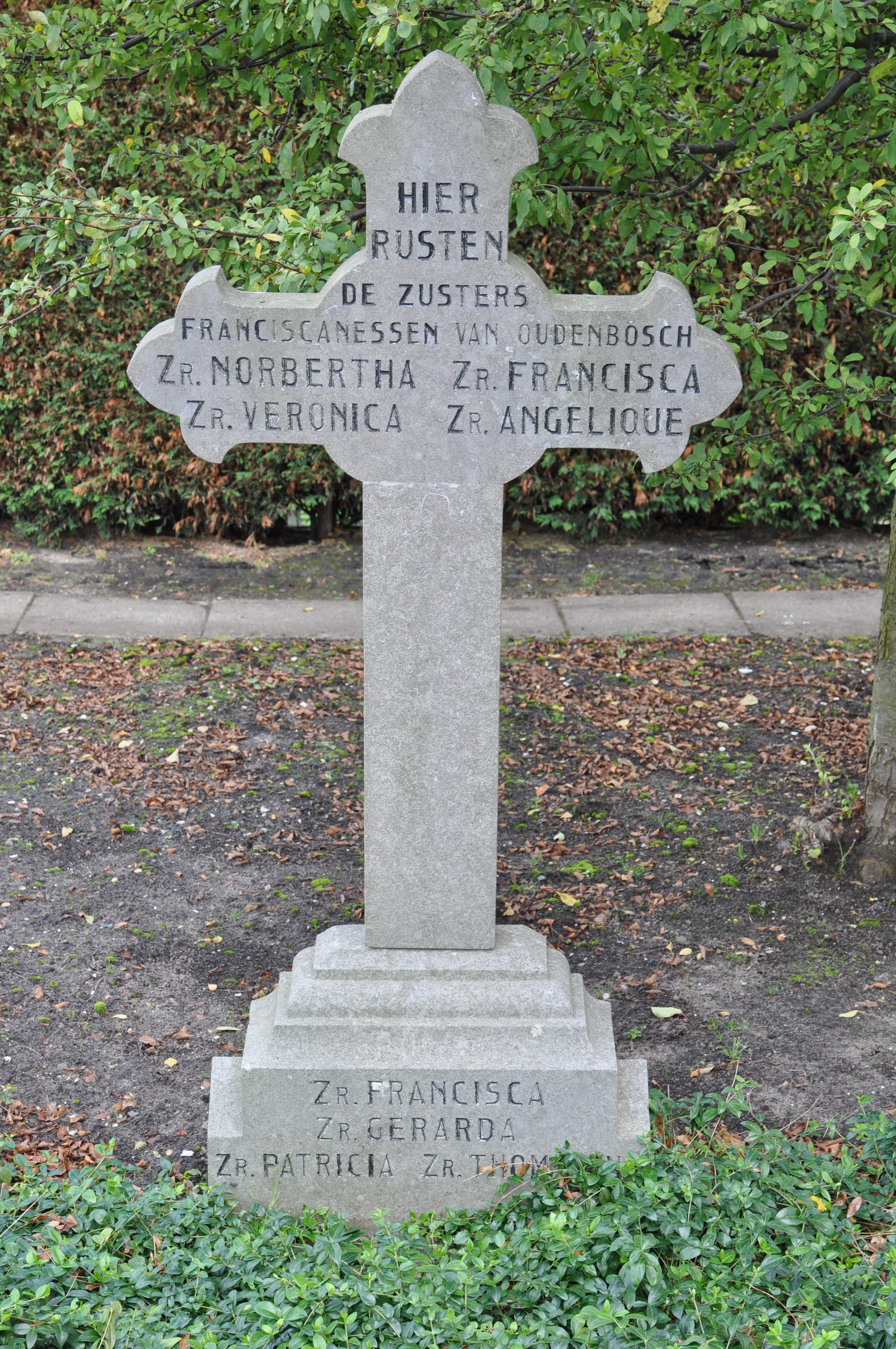
Graf van de Zusters Franciscanessen van Oudenbosch
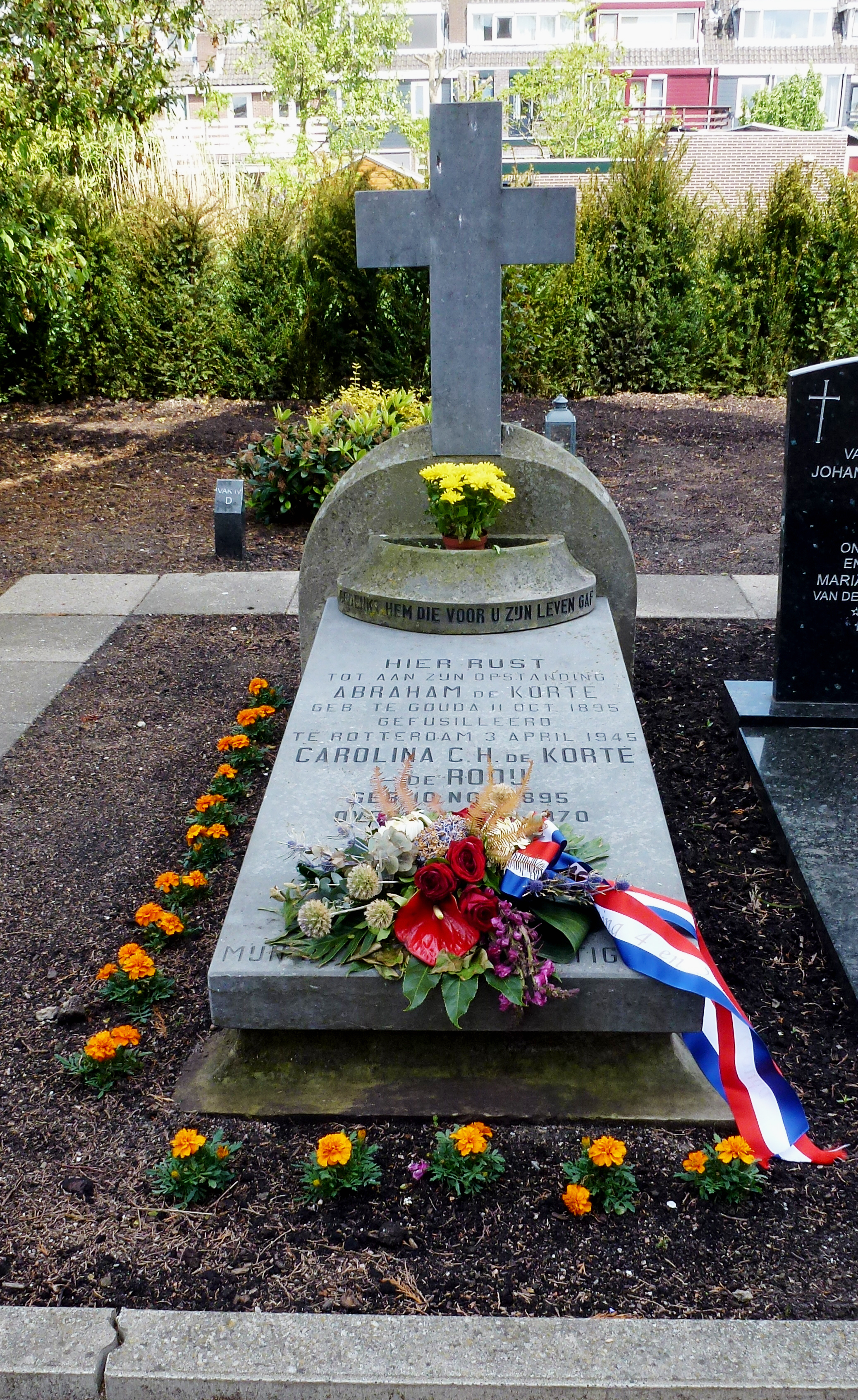
Oorlogsgraf van Abraham de Korte
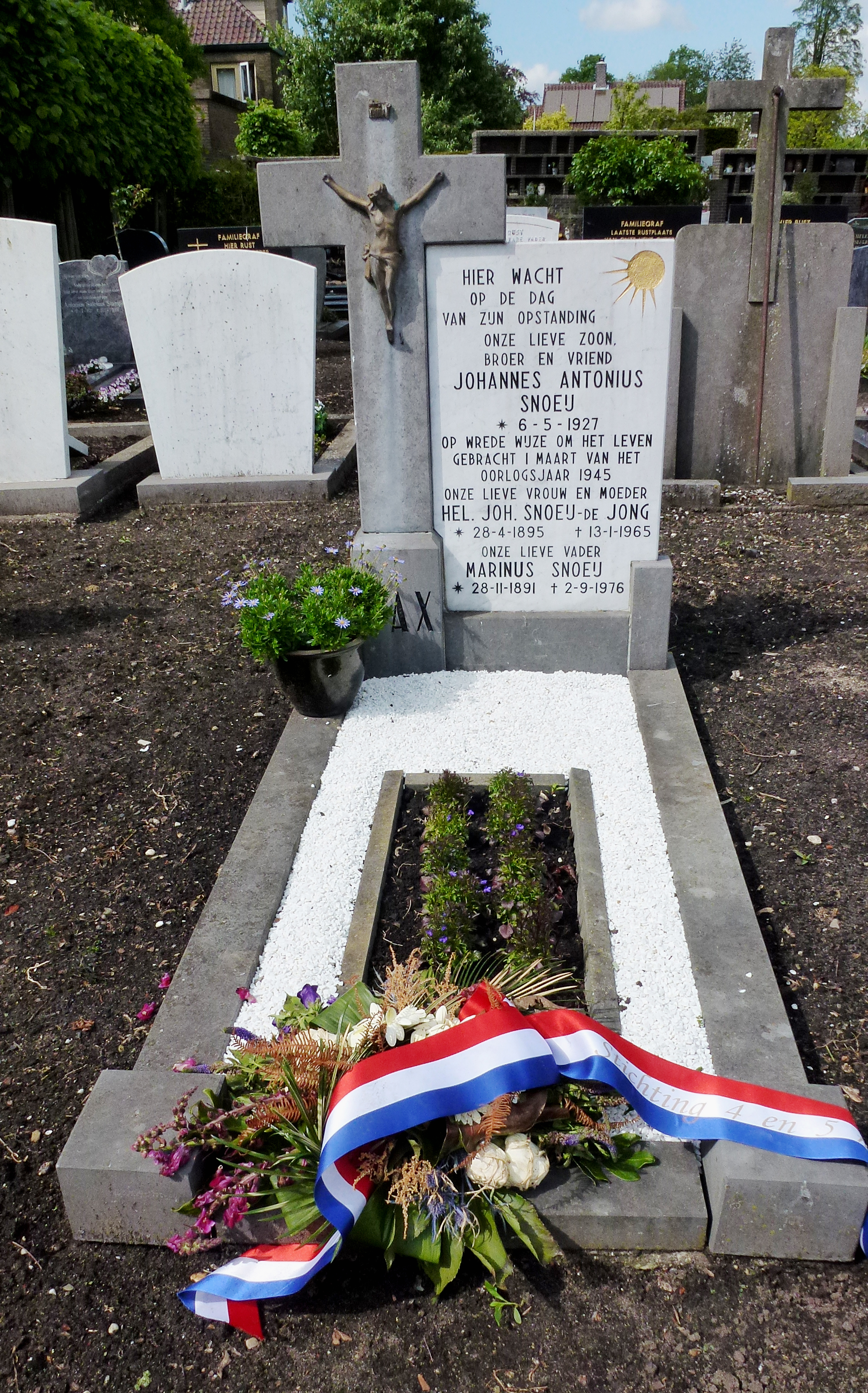
Oorlogsgraf van Johannes Antonius Snoei
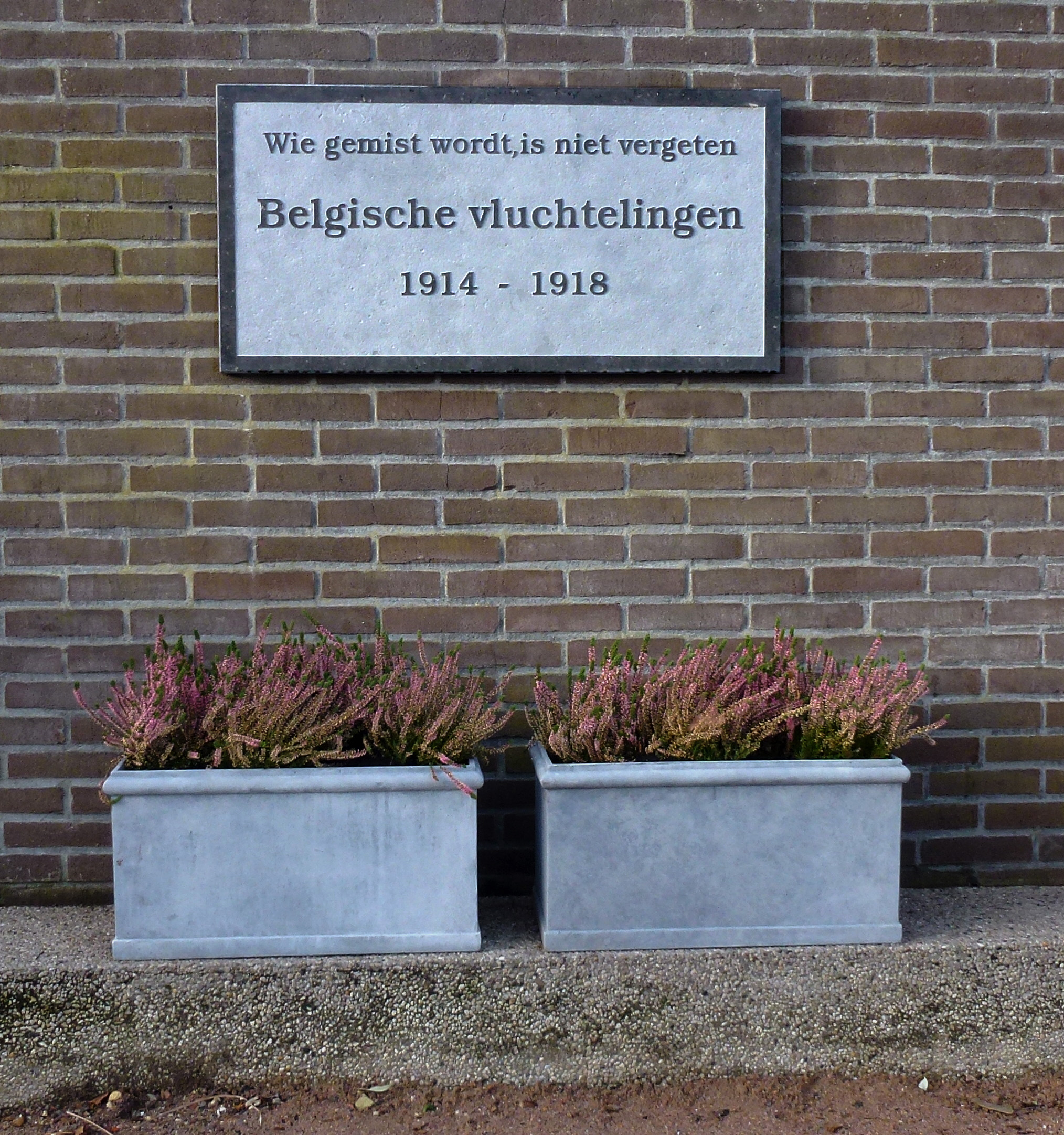
Gedenksteen voor Belgische vluchtelingen in Gouda